# Od (esoterika)
Od nebo též ód (řecky odos = pronikat) je esoterický termín, kterým chemik a filosof Karel Reichenbach nazval předpokládanou novou, dosud neznámou duchovní energii. Navázal tak na názory teosofů a na představu Franze Antona Mesmera (autora mesmerismu), že člověk obsahuje a také dovede vyzařovat zvláštní sílu, „jemnou látku“, která má léčivé účinky. Podle Reichenbacha vyzařuje „od“ ze všech živých organizmů i z magnetů a krystalů a je podkladem odického pole, obklopujícího předměty. Od lze pokládat za synonymum aury, termínu používaného od pradávna v jiných kulturách. Vnímat tuto sílu mohou pouze někteří lidé, paragnosti – senzibilové, kteří barevnou auru kolem těl vidí. Koncem 90. let 20. století využili teorie o odickém poli autoři technologie Joint line.

## Neexistence odu
Reichenbachův „od“, stejně jako Mesmerův „magnetismus“, jsou analogické síle zvané např. čchi, prána, mana, fluid, orgonská energie, tedy síle, o jejichž existenci jsou přesvědčeni zastánci různých náboženství nebo společenských systémů. Koncem 19. století tento názor převzali parapsychologové, kteří pro tuto sílu, která má být podkladem mimosmyslových schopností, začali používat obecný termín „psí“. Existence síly „od“, podobně jako psí, nebyla nikdy dokázána a navíc tato možnost odporuje současnému vědeckému poznání.